# Gare de La Bassée - Violaines
La gare de La Bassée - Violaines, anciennement appelée la gare de Haisnes, est une gare ferroviaire française de la ligne de Fives à Abbeville, située sur le territoire de la commune de La Bassée, dans le département du Nord, près de Haisnes et de Violaines, dans le département du Pas-de-Calais, en région Hauts-de-France.
C'est une gare de la Société nationale des chemins de fer français (SNCF), desservie par des trains TER Hauts-de-France.

## Situation ferroviaire
Établie à 31 mètres d'altitude, la gare de La Bassée - Violaines est située au point kilométrique (PK) 27,501 de la ligne de Fives à Abbeville, entre les gares ouvertes de Salomé et de Cuinchy.

## Histoire
Elle s'appelait « gare de Haisnes » avant la fermeture des gares de La Bassée et de Violaines qui l'encadrent sur la ligne.

## Service des voyageurs

### Accueil
Gare SNCF, elle dispose d'un bâtiment voyageurs, avec guichet, ouvert tous les jours, sauf dimanches et fêtes. Elle est équipée d'automates pour l'achat de titres de transport TER et Ilévia et de valideurs Pass Pass.
Un souterrain permet la traversée des voies et le passage d'un quai à l'autre.

### Desserte
La Bassée - Violaines est desservie par des trains TER Hauts-de-France qui effectuent des missions entre les gares de Lille-Flandres et de Béthune ou de Saint-Pol-sur-Ternoise.

### Intermodalité
La gare dispose d'un abri vélo sécurisé. Un parking relais accessible aux détenteurs d'un titre de transport TER ou Ilévia est situé à proximité de la gare.
La gare est desservie par les lignes 61, 62, 64 et 236 ainsi que par les lignes sur réservation 61R, 62R, 64R et 74R du réseau Ilévia. Elle est également desservie par les lignes 35, 37, 58 et 60 ainsi que par les lignes sur réservation Allobus A et Chronopro P.I. Artois Flandres du réseau TADAO.